# Arthur Kinnaird (10e Lord Kinnaird)
Arthur FitzGerald Kinnaird, 10e Lord Kinnaird (8 juillet 1814 - 26 avril 1887), est un banquier écossais et homme politique libéral.

## Jeunesse
Kinnaird est un fils cadet de Charles Kinnaird, 8e Lord Kinnaird, et de Lady Olivia Letitia Catherine, fille de William FitzGerald (2e duc de Leinster).
Il devient directeur associé de Ransom, Bouverie & Co., une société bancaire, restant en poste jusqu'à son élection au Parlement. En 1868, il est élu président de la National Bible Society of Scotland après la démission de George Campbell (8e duc d'Argyll).
C'est un fermier passionné et, en 1862, il installe un bain turc pour le bétail dans sa ferme Millhill à Inchture, élevant la température plus haut que d'habitude et l'utilisant avec succès dans le traitement de la maladie de Carré.

## Carrière politique

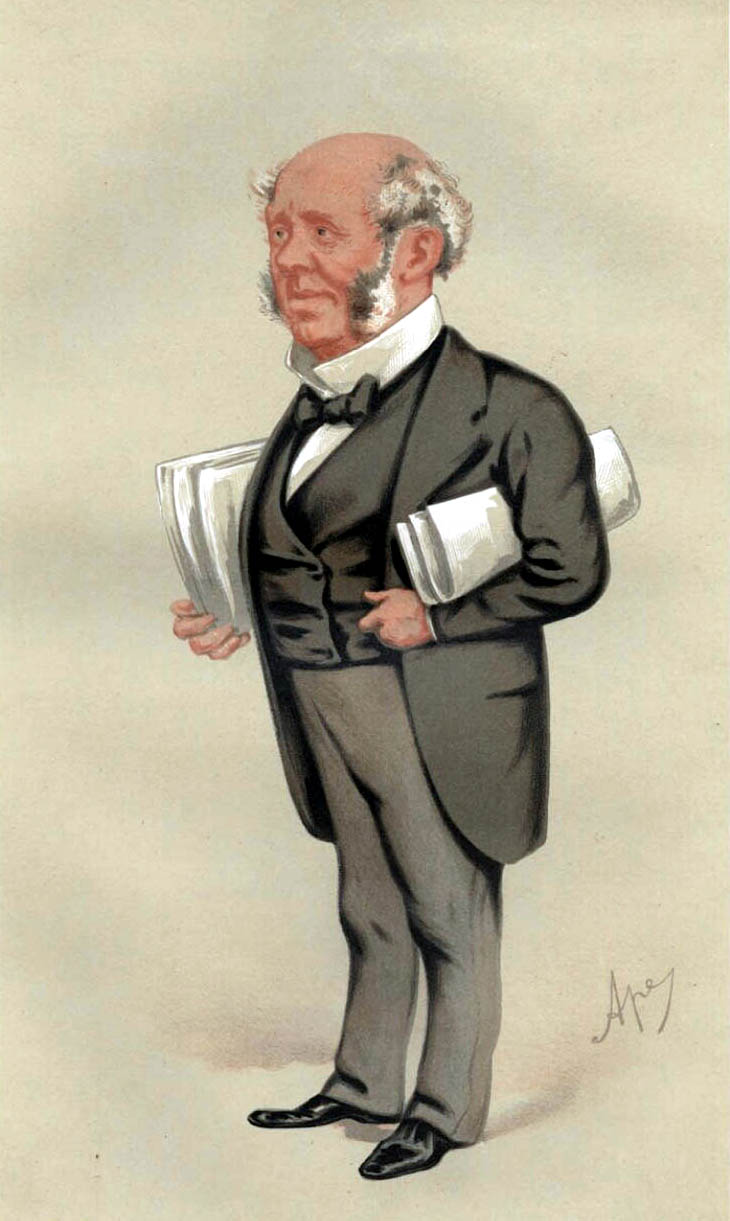
"La piété et la banque". Caricature de Ape publiée dans Vanity Fair en 1876

Kinnaird siège comme député de Perth de 1837 à 1839 et de nouveau de 1852 à 1878 pour les Whigs. Il est un fervent partisan du premier ministre Henry John Temple, 3e vicomte Palmerston, ce qui lui vaut d'être surnommé « l'ombre de Palmerston ». Pendant son mandat, il est connu pour son désir de rechercher une plus grande représentation de l'Écosse au sein du Parlement. En 1878, il succède à son frère aîné dans la seigneurie écossaise ainsi que dans la baronnie de Kinnaird, et prend son siège à la Chambre des lords.
Lord Kinnaird épouse Mary Jane Kinnaird (1816-1888), fille de William Henry Hoare, en 1843. Ils ont sept enfants dont six atteignent l'âge adulte : Frederica Georgina (1845-1929), Arthur Fitzgerald (1847-1923), Louisa Elizabeth (1848-1926), Agneta Olivia (1850-1940), Gertrude Mary (1853-1931) et Emily Cecilia (1855-1947). Ils s'installent à Londres et invitent chaque mercredi à discuter de projets philanthropiques. Ils collectent des fonds pour l'hôpital et l'asile de Lock, qu'elle et son mari soutiennent. Il est un fervent partisan du droit de vote des femmes, mais sa femme estime que cela ne correspond pas à son idée du rôle de la femme. Elle n'a pas parlé en public mais on suppose qu'elle a écrit ses discours .
En 1847, Kinnaird représente l'Association britannique pour le soulagement de la détresse en Irlande et dans les Highlands d'Écosse, en distribuant des secours aux pauvres écossais. Il est trésorier du Highland Emigration Fund .
En 1856, lui et leurs cinq enfants s'installent au-dessus de la banque où il travaille à Pall Mall East. Cette nouvelle maison devient un autre centre de bonnes œuvres .
Lord Kinnaird est décédé en avril 1887, à l'âge de 72 ans, et son fils aîné, Arthur Kinnaird, lui succède. Lady Kinnaird est décédée l'année suivante.